# 村山哲也
村山 哲也（むらやま てつや、1974年10月20日 - ）は、東京都出身の元サッカー選手、サッカー指導者。

## 来歴
選手時代はプロの経験がなく三菱養和サッカークラブでプレーしていた。引退後は同クラブのコーチを務めるが、この時の教え子に小川佳純がいる。その後、ガンバ大阪でジュニアコーチ、ジュニアユースコーチ、強化部強化担当を歴任。清水エスパルスでチーフスカウトを務めた後、ジェフユナイテッド千葉で育成普及部コーチ、強化部スカウトを歴任し、保善高等学校特別コーチを経て、2012年にサンフレッチェ広島のユースコーチに就任する。後に強化部スカウトに就任し松本泰志らを発掘する。2018年にティーラシン・デーンダーが広島に期限付き移籍するが、彼との出会いがタイ行きに影響を与える。
日本での22年のキャリアを経て、2019年1月にタイ・リーグ1のサムットプラーカーン・シティFCのテクニカルダイレクターに就任。1月28日、監督のスラポン・コンテープとともにチョンブリー県で開催されたAFCプロフェッショナル・コーチング・ディプロマの講習会に参加。この講習会には他に加藤光男、薛琦鉉、金南一らが参加している。
6月14日、前任者のスラポンの退任に伴い、サムットプラーカーン・シティFC監督に就任。リーグ6位でシーズンを終了して監督職を退任。鹿島アントラーズや大宮アルディージャを指揮した石井正忠が後任となった。

## 所属クラブ
- 読売サッカークラブ
- 稲城市立稲城第三中学校サッカー部
- 三菱養和SS千歳
- 三菱養和SCユース
- 日本大学

## 指導歴
- 1995年 - 1998年  稲城市立稲城第三中学校サッカー部 コーチ（外部指導員）
- 1996年 - 1999年  三菱養和SS コーチ (巣鴨・調布・スクール・ジュニア〜ユース)
- 1999年 - 2003年  ガンバ大阪
  - 1999年 - 2000年 ジュニア・ジュニアユース コーチ
  - 2000年 - 2001年 ジュニアユース(U-13) 監督
  - 2001年 - 2002年 トップチーム 分析担当
  - 2002年 - 2003年 強化部 強化担当兼スカウト
- 2003年 - 2006年  清水エスパルス
  - 2003年 - 2004年 チーム統括本部 プロチーム スカウト担当
  - 2004年 - 2006年 チーム統括本部 プロチーム チーフスカウト
- 2006年 - 2011年  ジェフユナイテッド市原・千葉
  - 2006年 - 2007年 育成部 コーチ
  - 2007年 - 2011年 強化部 強化担当兼スカウト
- 2011年 - 2012年  保善高等学校サッカー部 特別コーチ
- 2012年 - 2018年  サンフレッチェ広島F.C
  - 2012年 - 2015年 ユース コーチ
  - 2015年 - 2018年 強化部 強化担当兼スカウト
- 2019年 - 2020年  サムットプラーカーン・シティFC GM兼監督
- 2020年 - 2021年  大阪産業大学サッカー部 コーチ
- 2022年6月 - 同年10月  横浜F・マリノス スクールコーチ
- 2022年11月 - 2024年  AC長野パルセイロ 強化アドバイザー/強化ダイレクター